# Квалификације за Светско првенство у фудбалу 2014.
У Квалификацијама за Светско првенство у фудбалу 2014. учествују 207 репрезентације из шест континенталних ФИФИ-их конфедерација. Бразил се као домаћин директно кфалификовао, док ће се преостала 31 репрезентација (32 репрезентације ће учествовати на завршном турниру) квалификовати кроз квалификације. За квалификације се нису пријавиле репрезентације Брунеја, Бутана, Гвама и Мауританије, док је касније пријаву повукла репрезентација Бахама.
Квалификације су у под покровитељством (ФИФА), организоване по континентима (Континенталним фудбалским конфедерацијама). Место у завршној фази зависи од успеха у квалификацијама, а број места зависи од јачине репрезентација тог континента.

## Квалификоване репрезентације
| Репрезентација      | Квалификована као                       | Датум квалификације | Преглед учешћа на турнирима1, 2                                                                                       |
| ------------------- | --------------------------------------- | ------------------- | --- |
| Бразил              | Домаћин                                 | 30. октобар 2007.   | 19 (1930, 1934, 1938, 1950, 1954, 1958, 1962, 1966, 1970, 1974, 1978, 1982, 1986, 1990, 1994, 1998, 2002, 2006, 2010) |
| Јапан               | Победник АФК четврто коло групе Б       | 4. јун 2013.        | 4 (1998, 2002, 2006, 2010)                                                                                            |
| Иран                | Победник АФК четврто коло групе А       | 18. јун 2013.       | 3 (1978, 1998, 2006)                                                                                                  |
| Јужна Кореја        | Другопласирани АФК четврто коло групе А | 18. јун 2013.       | 8 (1954, 1986, 1990, 1994, 1998, 2002, 2006, 2010)                                                                    |
| Аустралија          | Другопласирани АФК четврто коло групе Б | 18. јун 2013.       | 3 (1974, 2006, 2010)                                                                                                  |
| Аргентина           | Победник у КОНМЕБОЛ групи               | 10. септембар 2013. | 15 (1930, 1934, 1958, 1962, 1966, 1974, 1978, 1982, 1986, 1990, 1994, 1998, 2002, 2006, 2010)                         |
| Костарика           | Другопласирани у КОНКАКАФ групи         | 10. септембар 2013. | 3 (1990, 2002, 2006)                                                                                                  |
| Сједињене Државе    | Победник у КОНКАКАФ групи               | 10. септембар 2013. | 9 (1930, 1934, 1950, 1990, 1994, 1998, 2002, 2006, 2010)                                                              |
| Италија             | Победник УЕФА групе Б                   | 10. септембар 2013. | 17 (1934, 1938, 1950, 1954, 1962, 1966, 1970, 1974, 1978, 1982, 1986, 1990, 1994, 1998, 2002, 2006, 2010)             |
| Холандија           | Победник УЕФА групе Д                   | 10. септембар 2013. | 9 (1934, 1938, 1974, 1978, 1990, 1994, 1998, 2006, 2010)                                                              |
| Белгија             | Победник УЕФА групе А                   | 11. октобар 2013.   | 11 (1930, 1934, 1938, 1954, 1970, 1982, 1986, 1990, 1994, 1998, 2002)                                                 |
| Швајцарска          | Победник УЕФА групе Е                   | 11. октобар 2013.   | 9 (1934, 1938, 1950, 1954, 1962, 1966, 1994, 2006, 2010)                                                              |
| Немачка             | Победник УЕФА групе Ц                   | 11. октобар 2013.   | 17 (1934, 1938, 19543, 19583, 19623, 19663, 19703, 19743, 19783, 19823, 19863, 19903, 1994, 1998, 2002, 2006, 2010)   |
| Колумбија           | Другопласирани у КОНМЕБОЛ групи         | 11. октобар 2013.   | 4 (1962, 1990, 1994, 1998)                                                                                            |
| Русија              | Победник УЕФА групе Ф                   | 15. октобар 2013.   | 9 (19584, 19624, 19664, 19704, 19824, 19864, 19904, 1994, 2002)                                                       |
| Шпанија             | Победник УЕФА групе И                   | 15. октобар 2013.   | 13 (1934, 1950, 1962, 1966, 1978, 1982, 1986, 1990, 1994, 1998, 2002, 2006, 2010)                                     |
| Босна и Херцеговина | Победник УЕФА групе Г                   | 15. октобар 2013.   | 0 (дебитант) |
| Енглеска            | Победник УЕФА групе Х                   | 15. октобар 2013.   | 13 (1950, 1954, 1958, 1962, 1966, 1970, 1982, 1986, 1990, 1998, 2002, 2006, 2010)                                     |
| Чиле                | Трећепласирани у КОНМЕБОЛ групи         | 15. октобар 2013.   | 8 (1930, 1950, 1962, 1966, 1974, 1982, 1998, 2010)                                                                    |
| Еквадор             | Четвртопласирани у КОНМЕБОЛ групи       | 15. октобар 2013.   | 2 (2002, 2006) |
| Хондурас            | Трећепласирани у КОНКАКАФ групи         | 15. октобар 2013.   | 2 (1982, 2010) |
| Обала Слоноваче     | Победник КАФ треће коло                 | 16. новембар 2013.  | 2 (2006, 2010) |
| Нигерија            | Победник КАФ треће коло                 | 16. новембар 2013.  | 4 (1994, 1998, 2002, 2010)                                                                                            |
| Камерун             | Победник КАФ треће коло                 | 17. новембар 2013.  | 6 (1982, 1990, 1994, 1998, 2002, 2010)                                                                                |
| Алжир               | Победник КАФ треће коло                 | 19. новембар 2013.  | 3 (1982, 1986, 2010)                                                                                                  |
| Гана                | Победник КАФ треће коло                 | 19. новембар 2013.  | 2 (2006, 2010) |
| Грчка               | Победник у УЕФА баражу                  | 19. новембар 2013.  | 2 (1994, 2010) |
| Португалија         | Победник у УЕФА баражу                  | 19. новембар 2013.  | 5 (1966, 1986, 2002, 2006, 2010)                                                                                      |
| Француска           | Победник у УЕФА баражу                  | 19. новембар 2013.  | 13 (1930, 1934, 1938, 1954, 1958, 1966, 1978, 1982, 1986, 1998, 2002, 2006, 2010)                                     |
| Хрватска            | Победник у УЕФА баражу                  | 19. новембар 2013.  | 3 (1998, 2002, 2006)                                                                                                  |
| Мексико             | Победник у баражу КОНКАКАФ-ОФК          | 20. новембар 2013.  | 14 (1930, 1950, 1954, 1958, 1962, 1966, 1970, 1978, 1986, 1994, 1998, 2002, 2006, 2010)                               |
| Уругвај             | Победник у баражу АФК-КОНМЕБОЛ          | 20. новембар 2013.  | 11 (1930, 1950, 1954, 1962, 1966, 1970, 1974, 1986, 1990, 2002, 2010)                                                 |

 Напомене:
1 Подебљана година означава првака у тој години
2 Коса година означава домаћина у тој години
3 као Западна Немачка,
4 као Совјетски Савез.

## Квалификациони процес
На жребу који је одржан 3. марта 2011. у Рио де Жанеиру одлучено је да се места, кроз квалификације, доделе конфедерацијама на следећи начин:
- Европа (УЕФА): 13 места
- Африка (КАФ): 5 места
- Азија (АФК): 4 или 5 места
- Јужна Америка (КОНМЕБОЛ) 4 или 5 места (с обзиром да је Бразил директно квалификован, Ј. Амрика ће имати 5 или 6 места)
- Северна, Средња Америка и Кариби (КОНКАКАФ) 3 или 4 места

## Квалификације
| Конфедерација | Репрезентација стартовало | Репрезентације које су обебезбедиле место | Елиминисане репрезентације | Укупан број места | Почетак квалификација | Крај квалификација |
| ------------- | ------------------------- | ----------------------------------------- | -------------------------- | ----------------- | --------------------- | ------------------ |
| АФК           | 43                        | 4                                         | 39                         | 4                 | 29. јун 2011          | 20. новембар 2013  |
| КАФ           | 52                        | 5                                         | 47                         | 5                 | 11. новембар 2011     | 19. новембар 2013  |
| КОНКАКАФ      | 35                        | 4                                         | 31                         | 4                 | 15. јун 2011          | 20. новембар 2013  |
| КОНМЕБОЛ      | 9+1                       | 5+1                                       | 4                          | 5+1               | 7. октобар 2011       | 20. новембар 2013  |
| УЕФА          | 53                        | 13                                        | 40                         | 13                | 7. септембар 2011     | 19. новембар 2013  |
| ОФК           | 11                        | 0                                         | 11                         | 0                 | 22. новембар 2011     | 20. новембар 2013  |
| Укупно        | 203+1                     | 31+1                                      | 172                        | 32                | 15. јун 2011          | 20. новембар 2013  |

### Азија
У квалификацијама у Азији (АФК) учествују 43 земље за које је обезбеђено 4 места на завршном турниру. Квалификације су састављене у 5 кругова. Након тога 4 репрезантације обезбеђују директан пласман на завршни турнир. Док једна репрезаентација игра доигравање са репрезентацијом из Јужне Америке.
У првом кругу, 14 екипа најниже рангиране према класификацији ФИФА састављају 7 парова који су играли по куп систему, и 7 победника су се пласирали у другу рунду.
У другом кругу, 7 победника прве рунде и 23 екипа пласираних од 6-27 места на ФИФИ-ној ранг листи из Азијске зоне, сачињавале су 30 екипа са 15 парова. Играло се по куп систему и побеници су се пласирали у трећу рунду.
У трећи круг улазе 15 победника друге рунде и 5 најбољих репрезентација по ФИФИ-ној ранг листи из Азијске зоне. Правиле су се 5 група са по 4 репрезентације и игра се по двоструком лига систему (свако са сваким две утакмице). По две најбоље репрезентације улазе у финалну рунду.
Четврти и најважнији круг улазе чине 10 репрезентација које су прошле трећи круг. Те репрезентације чине 2 групе са по 5 репрезентација и игра се по двоструком лига систему (свако са сваким две утакмице). По две најбоље репрезентације директво се квалификују за Светско првенство а трећепласиране репрезентације играју доигравање у петом кругу. Победник тог двомеча игра доигравање против екипе из Јужне Америке.

### Африка
У квалификацијама у Африци (КАФ) учествују 52 државе за које је обезбеђено 5 места на завршном турниру. Квалификације су састављене у три кругова.
У првом кругу, 24 екипа најниже рангиране према по ФИФИ-ној ранг листи из Афричке зоне. 24 парова су чинили 12 парова који су играли по куп систему, и 12 победника су се пласирали у другу рунду.
У другом кругу, 12 победника прве рунде и 28 екипа најбоље пласираних репрезентација са ФИФИ-не ранг листи из Афричке зоне, сачиниле су 10 група са по 4 тима и победници сваке групе су се пласирали у трећу и последњу рунду.
У трећи круг улазе 10 победника друге рунде и тада су се правила 5 парова који су играли по куп систему и победници тих парова су се пласирали на Светско првенство.

### Европа
У квалификацијама у Европи (УЕФА) учествују 53 земље за које је обезбеђено 13 места на завршном турниру. Репрезентације су подељене у осам група по шест екипа и једна група од 5 екипа. Први из сваке групе квалификује се директно, а осам најбољих другопласираних екипа морају играти доигравање (бараж). Четири победника у доигравању се квалификују за Светско првенство 2014.

### Јужна Америка
Пошто се репрезентација Бразила квалификофала као домаћин, преосталих 9 тимова играју по систему свако са сваким. После укупно 18 кола 4 екипе се квалификују директно на Светско првенство 2014, а петопласирана екипа мора у доигравање против четвртопласиране екипе из Азијске конфедерације (АФК).

### Северна, Средња Америка и Кариби
У квалификације у Северна — Средња Америка и Кариби (КОНКАКАФ) учествује 35 земаља, од који се три квалификују директно на светско првенство а једна игра диогравање са екипом из Океаније.
У првом кругу, 10 екипа најниже рангиране према класификацији ФИФА састављају 5 парова који су играли по куп систему, и 5 победника се пласирају у другу рунду.
У другом кругу, 5 победника прве рунде и 19 екипа пласираних од 7-25 места на ФИФИ-ној ранг листи из КОНКАКАФ зоне, сачињавале су 6 група по 4 тима. Играло се двоструком лига систему (свако са сваким две утакмице) и побеници група су се пласирали у трећу рунду.
У трећи круг улазе 6 победника друге рунде и 6 најбољих репрезентација по ФИФИ-ној ранг листи из КОНКАКАФ зоне. 3 групе по 4 репрезентације и игра се по двоструком лига систему (свако са сваким две утакмице). По две најбоље репрезентације улазе у финалну рунду.
У четвртом кругу, 6 репрезентација које су се пласирале из треће рунде формирају финалну групу. Сачињавају једну групу и играју по истом систему као у трећем кругу. Три првопласиране екипе се директво квалификују за Светско првенство а четвртопласирана екипа игра доигравање против екипе Океаније.

### Океанија
У квалификације у Океанији (ОФК) учествовало је 11, од којих једна репрезентација игра доигравање са репрезентацијом из КОНКАКАФ зоне.
У првом кругу се такмиче четири најслабије репрезентације на основу ФИФА светског ранга. Други круг чине седам репрезентација које су се директно пласирале у други круг и победник првог круга. Они су се такмичили на ОФК купу нација 2012. које се одржавало на Соломоновим Острвима од 1. до 10. јуна. Полуфиналисти су се пласирали у трећи круг. У трећем кругу 4 репрезентација је играло свака са сваком по двоструком систему од 26. септембра 2012 до 26. марта 2013. године. Победник се пласирао у интерконтинентални плеј-оф.